# Serra de São Francisco
Serra de São Francisco är en ås i Brasilien.   Den ligger i delstaten São Paulo, i den sydöstra delen av landet, 900 km söder om huvudstaden Brasília. Serra de São Francisco ligger vid sjöarna  Represa de Itupararanga och Represa de Itupararanga.
Trakten runt Serra de São Francisco består huvudsakligen av våtmarker. Runt Serra de São Francisco är det ganska tätbefolkat, med 129 invånare per kvadratkilometer.